# Afers
Afers (en catalan ; littéralement « Affaires », sous-titré fulls de recerca i pensament, « feuilles de recherche et de pensée ») est une revue quadrimestrielle d’histoire multidisciplinaire, fondée à Catarroja (Communauté valencienne, Espagne) en 1985, spécialisée dans la publication d’articles de recherche universitaire liés aux territoires de langue catalane.

## Histoire
Le projet Afers est lancé après avoir fait l'objet d'une présentation à la Societat Artístico-Musical Picassent le 5 décembre 1984. Lancé par l'historien Vicent Olmos (ca) (né à Catarroja en 1954),, il compte parmi ses autres collaborateurs importants l'historien Sebastià Garcia Martínez, remplacé par Manuel Ardit après le décès de ce dernier en 1986, ainsi que l'écrivain Ramon Ramon i Raga, qui plus récemment effectue un travail de correcteur. La revue est habituellement publiée à 2 000 exemplaires, qui sont vendus en Espagne, en Europe et aux État-Unis, mais certains numéros bénéficient d'un tirage supérieur ou font l'objet de rééditions. Ses ressources financières proviennent essentiellement des abonnements et de la publicité. 
Une caractéristique importante de la revue est que tous les articles sont publiés en catalan, un choix volontariste dans un milieu de la recherche en sciences humaines largement dominé par la production en castillan,. Selon l'historien Francesc Martínez Sanchis, Afers fait partie d'une série de revues valenciennes (avec L'Espill, Arguments l'Estel, Debats et Trellat) pratiquant « une sorte de libre-échangisme culturel où l'on fuit l'intervention des pouvoirs politiques et où l'on recherche l'indépendance de l'intellectuel et la liberté de pensée par dessus tout ».
Depuis 1993, la même équipe dirige Editorial Afers, maison d'édition d'abord centrée sur les sciences humaines en général (publication de travaux universitaires ou d'essai, mais aussi traductions d'ouvrages de référence) avec des collections comme « Llibres del Contemporani » (histoire contemporaine), « Recerca i Pensament » (historiographie) ou « El Món de les Nacions » (consacrée aux études sur le nationalisme dans le monde), avant de s'ouvrir sur d'autres genres comme le récit avec « Afers Narrativa». Certains ouvrages, comme la traduction du classique de Michael Billig Banal Nationalism, ont été édités en coopération avec l'université de Valence.
La maison d'édition publie aussi la revue d'histoire contemporaine Segle XX.
Dans La vida dels llibres (Afers, 2019), l'essayiste Gustau Muñoz, ami d'Olmos et directeur de la collection « Biblioteca de Pensament Crític », définit Afers comme un éditeur « avec vocation et obstiné, risqué et méthodique ».
En 2023, la revue publie son 100e numéro. Elle a publié au total plus d'un millier d'auteurs aux profils variés (sociologues, historiens, philosophes, philologues, journalistes, critiques litteraires, etc.).